# E. F. Shephard

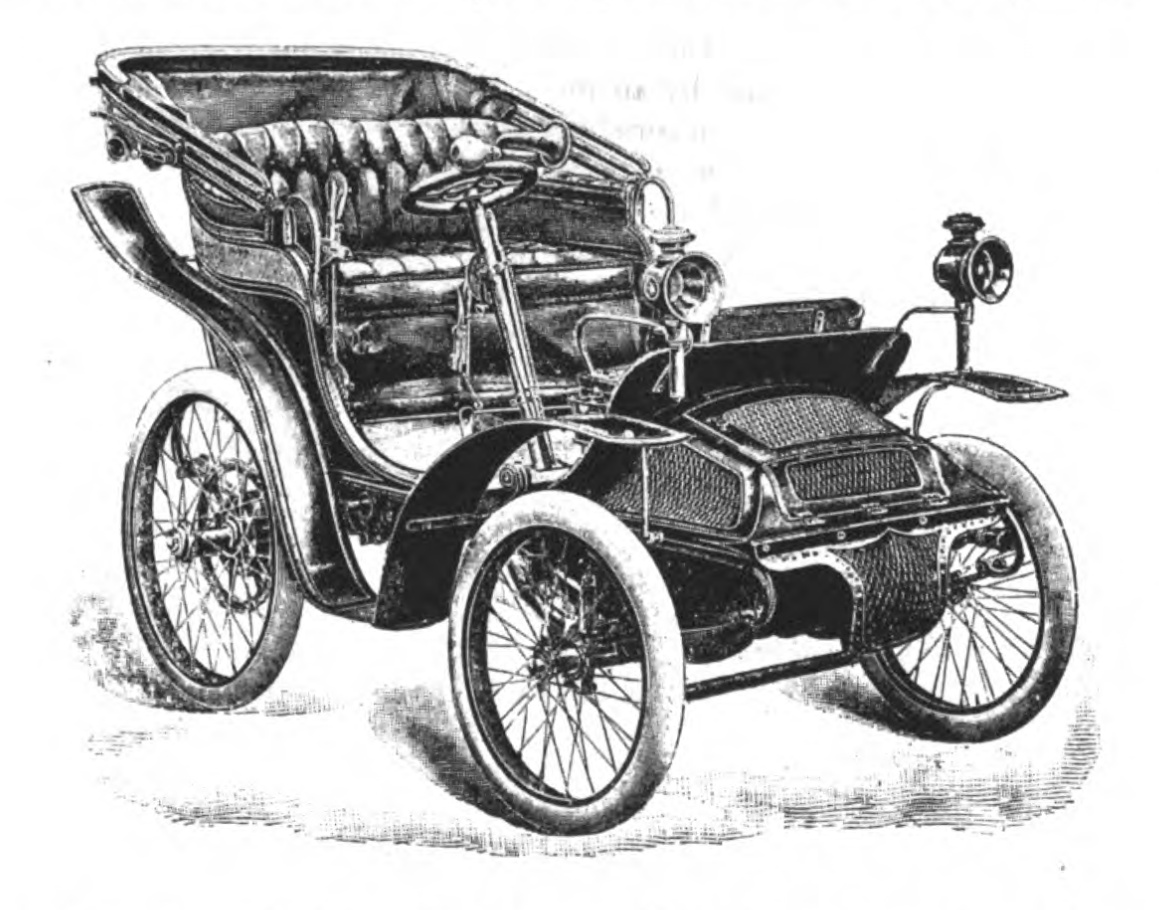
Shephard Motor-Voiturette, 1900

E. F. Shephard war ein französischer Hersteller von Automobilen.

## Unternehmensgeschichte
Das Unternehmen aus Levallois-Perret begann 1900 mit der Produktion von Automobilen. Der Markenname lautete Shephard. Im gleichen Jahr endete die Produktion bereits wieder.

## Fahrzeuge
Das einzige Modell war mit einem Zweizylindermotor der Société Doré mit 5 PS Leistung ausgestattet. Der wassergekühlte Motor war vorne im Fahrzeug horizontal quer zur Fahrtrichtung montiert. Die Motorleistung wurde über eine Kardanwelle an das Dreiganggetriebe und von dort über eine Kette an die Hinterräder geleitet. Die offene Karosserie bot Platz für zwei Personen.